# Sericopimpla celebensis
Sericopimpla celebensis là một loài tò vò trong họ Ichneumonidae.